# Movimiento de Integridad Nacional-Unidad
El Movimiento de Integridad Nacional - Unidad (MIN Unidad) es un partido político venezolano originalmente de centroderecha fundado por Renny Ottolina en 1977; sin embargo, tras ser intervenido en 2015 por el Tribunal Supremo de Justicia, el partido se transformó ideológicamente, siendo objeto de polémica.

## Ideología política
Originalmente, según su Declaración de Principios, MIN Unidad estaba comprometido con el ideal de la democracia representativa y defendían erradicar la «carnetocracia» o tarjeta a la cual la definían como una «forma de gobierno partidizado y anticonstitucional por cuanto atenta contra la igualdad de oportunidades ciudadanas» para sustituirlo por la meritocracia, que era para este partido la «formadora de una gran nación y de un gobierno despartidizado». Proponían un sistema económico capitalista en función social y también tenían como meta la recuperación de los valores morales venezolanos y la igualdad ante la ley.
Sin embargo, tras ser intervenido el partido en 2015 por el Tribunal Supremo de Justicia, pasó a ser dirigido por Luz María Álvarez quien afirmó que el partido seguía siendo de oposición al chavismo aunque hayan postulado candidatos partidarios del Gobierno de Nicolás Maduro en las elecciones parlamentarias de 2015. Según Álvarez, se separaron de la principal coalición opositora de ese entonces, la Mesa de la Unidad Democrática, por estar «secuestrada por cuatro partidos» y que ahora el MIN defiende «una Venezuela despolarizada» como medio para «reconstruir el país sin odios, sin divisiones, sin discriminaciones».

## Historia
El MIN nace como iniciativa por las aspiraciones presidenciales del publicista y político Renny Ottolina para las elecciones de 1978, sin embargo el partido se queda sin candidato tras la muerte de Renny Ottolina en un accidente aéreo. De Ottolina el partido adopta el símbolo de los lentes de pasta que utilizaba, este será el emblema distintivo de la organización hasta el 4 de octubre de 2005 cuando es reemplazado por la palabra «Unidad» en letras blancas. El MIN tuvo buena aceptación solo el primer año de existencia, luego de ello ha estado sumido en crisis electorales por falta de respaldo, internamente existieron disputas por el control del MIN con la hija de Ottolina, Rhona quien se retiró del partido y creó su propia organización. El presidente del partido fue Gonzalo Pérez Hernández desde 1983 hasta 2010, año de su fallecimiento.

### Intervención del Tribunal Supremo y elecciones parlamentarias de 2015
El 6 de agosto de 2015 el Tribunal Supremo de Justicia de Venezuela emite y ejecuta una decisión judicial mediante el cual suspende a la Dirección Nacional habida antes de la medida y sustituida por una nueva directiva. El presidente de MIN-Barinas interpuso una demanda contra la directiva encabezaba por Manuel Pérez Soto acusado de desconocer reglamentos y a los órganos del partido. La Sala Constitucional designaría «una junta ad hoc encabezada por Luz María Álvarez, a Ramón Eduardo Odremán y al propio denunciante como directivos». La coalición opositora Mesa de la Unidad (el cual MIN Unidad era integrante) decidió por unanimidad el suspender al partido como miembro de la referida coalición.
Para las elecciones parlamentarias de 2015 el MIN fue objeto de polémica por, entre otras cosas, postular candidatos chavistas, tener como eslogan «Somos la oposición» y resaltar la palabra «Unidad», la cual también resaltaba la entonces principal coalición opositora Mesa de la Unidad Democrática (MUD). Incluso, el partido postuló en el estado Aragua a un candidato homónimo al candidato de la MUD.
Asimismo, la entonces presidenta del partido nombrada por el TSJ, Luz María Álvarez aseguró que la postulación de William Ojeda para las elecciones parlamentarias de 2015 aparentemente fue lo siguiente: «La decisión del Tribunal Supremo de Justicia (TSJ), con apenas 12 horas de antelación del cierre de la presentación de postulaciones, nos obligó a hacer alianzas con otras organizaciones y se nos ‘coléo’ William Ojeda. Cuando hicimos el reclamo correspondiente y exigimos su retiro, el factor que lo presentó amenazó con retirar todos los candidatos en esa entidad. Eso nos habría dejando en desventaja porque, con el retiro de Miranda, dejaríamos de ser un partido nacional. Así que nos tocó aceptar esa contingencia. Tuvimos que calarnos al tipo».

### Rehabilitación
El 26 de agosto de 2020 el Tribunal Supremo de Justicia intervino para rehabilitar a MIN-Unidad para participar en las elecciones parlamentarias de 2020, quienes anteriormente no habían reunido suficientes firmas para validarse ante el Consejo Nacional Electoral. Aunque el TSJ autorizó a Alfredo Alexander Boscán para postular candidatos en nombre del MIN, el partido no participó.
El 27 de mayo del 2021, el CNE autorizó al partido para postular candidatos en las elecciones regionales que se celebrarán este año. Actualmente, el partido forma parte de la coalición Alianza Democrática, aunque postuló candidatos propios a las gobernaciones, alcaldías, consejos legislativos y municipales.

## Resultados electorales

### Presidenciales
| Elección | Candidato                   | Votos                       | Porcentaje                  | Resultado                   |
| -------- | --------------------------- | --------------------------- | --------------------------- | --------------------------- |
| 1978     | No apoya a ningún candidato | No apoya a ningún candidato | No apoya a ningún candidato | No apoya a ningún candidato |
| 1983     | Gonzalo Pérez Hernández     | 19.528                      | 0,29 %                      | No electo                   |
| 1988     | Eduardo Fernández           | 15.680                      | 0,21 %                      | No electo                   |
| 1993     | Rafael Caldera              | 19.386                      | 0,35 %                      | Sí electo                   |
| 1998     | No participa                | No participa                | No participa                | No participa                |
| 2000     | Francisco Arias Cárdenas    | 67.094                      | 1,07 %                      | No electo                   |
| 2006     | Manuel Rosales              | 99.170                      | 0,85 %                      | No electo                   |
| 2012     | Henrique Capriles Radonski  | 110 839                     | 0,74 %                      | No electo                   |

### Parlamentarias

#### Senado
Desde la fundación del partido, hasta la disolución del Senado en 1998, el partido no logró obtener escaños.

#### Congreso Nacional y Asamblea Nacional
| Elección | Diputados | +/- |
| -------- | --------- | --- |
| 1978     | 1/199     | 1   |
| 1983     | 1/200     | 0   |
| 1988     | 0/201     | 1   |
| 1993     | 1/203     | 1   |
| 1998     | 1/207     | 0   |
| 2000     | 0/165     | 1   |
| 2005     | 0/165     | 0   |
| 2010     | 0/165     | 0   |
| 2015     | 0/167     | 0   |
| 2020     | 0/277     | 0   |

### Regionales
| Año  | Votos   | %      | Gobernadores | +/- | Alcaldías | +/- |
| ---- | ------- | ------ | ------------ | --- | --------- | --- |
| 2021 | 296 527 | 3,31 % | 0/23         | 0   | 0/335     | 0   |
| 2025 |         |        | 0/23         | 0   | 50/335    | 3   |

## Resumen
- En 1978, sus primeras elecciones lograron obtener un curul en la Cámara de Diputados.
- En las elecciones presidenciales de 1983 presentaron a Gonzalo Pérez Hernández, con pobres resultados, sólo 19 528 votos (0.29 %). En las elecciones parlamentarias consiguieron nuevamente un curul en la Cámara de Diputados. En estas elecciones usaron por primera vez la tarjeta de color azul celeste conservando la típica montura de pasta de las gafas de su finado líder fundador.
- Para las elecciones de 1988 decidieron apoyar a Eduardo Fernández de COPEI, no obstante, un sector importante del partido quería respaldar la candidatura de Carlos Andrés Pérez de AD y nace una escinción el partido Fórmula 1 (liderado por Rhona Ottolina). El MIN recibe 15 680 votos (0.21 %). No consiguen representación parlamentaria.
- En el año 1993 deciden unirse al «chiripero» apoyando a Rafael Caldera a la presidencia, el MIN consigue 19 386 votos (0.35 %), así como un asiento en la Cámara de Diputados.
- En las elecciones presidenciales de 1998 postula nuevamente a Gonzalo Pérez Hernández, pero éste siguiendo la acción de Claudio Fermín, renuncia a su candidatura aduciendo baja intenciones de votos, el partido al final decide no apoyar a ningún candidato pero consiguen un puesto en la Cámara de Diputados.
- En las elecciones a la Asamblea Nacional en el año 2000 no consiguen asegurarse ningún curul y apoyan al candidato presidencial Francisco Arias Cárdenas.
- En las elecciones regionales de 2004 experimentaron un leve crecimiento, consiguieron 15 787 votos (0.24 %), comparado con lo obtenido en las regionales de 1998, en la cual obtuvieron 9213 votos (0.18 %).
- En las elecciones parlamentarias de 2005, la oposición venezolana decide que utilizarían la tarjeta del MIN para crear las “Morochas o Llave”, así se cambia el nombre a MIN Unidad, esta podría haber sido la mayor votación para el partido en toda su historia; sin embargo poco antes de las elecciones deciden retirarse muchos de los candidatos y partidos de oposición.
- En las presidenciales de 2006, MIN Unidad registró el 0.90 % de los votos, quedando en el octavo lugar del total de partidos de Venezuela.
- En las últimas elecciones parlamentarias, realizadas en septiembre de 2010, MIN - Unidad obtuvo 204 163 votos, lo que representa el 1.81 % de los votos válidos y lo convierte en el noveno partido venezolano más votado, y a la vez lo convierte en el séptimo partido de la coalición opositora MUD, al acaparar el 3.83 % de los votos de la misma. En estas elecciones, MIN Unidad obtuvo la mayor cantidad de votos en su historia.
- En las elecciones Presidenciales de 2012 apoyaron la candidatura de Henrique Capriles Radonski obteniendo 110 839 votos, lo que representa el 0,74 % de los votos válidos, convirtiéndose así en el séptimo partido más votado de la coalición opositora.
- En las elecciones regionales de 2012 mantuvieron su línea capitalizando 102 244 votos a favor de todos los candidatos de la coalición opositora.
- El 19 de noviembre de 2015 el rector principal del Consejo Nacional Electoral, Luis Rondón, informó a través de su cuenta en Twitter que el Consejo Nacional Electoral abrió un procedimiento al partido "MIN - Unidad", dirigido por el diputado William Ojeda, por violar el artículo 75 de la Ley Orgánica de Procesos Electorales.[11] Rondón indicó que en sesión del CNE se ordenó el retiro de la propaganda del MIN - Unidad por utilizar símbolos de otro partido sin su autorización.[12] En la elección, MIN Unidad obtuvo 56 199 votos, equivalentes al 0,41 % del total.
- En las elecciones regionales de 2021, MIN - Unidad obtuvo 267 349 votos.
- En las elecciones municipales de 2025, obtiene 3 alcaldías apoyó la reelección de Coromoto Lugo en la alcaldía de El Callao del Estado Bolívar y de Jesús Velásquez en la alcaldía del municipio Acosta del Estado Monagas y obtiene la alcaldía de Municipio Los Salias de la mano de su militante Edgar Laya. El partido obtiene 19 concejales a nivel nacional.